# Матусевич, Владислав Ануфриевич
Владисла́в Ану́фриевич Матусе́вич (24 августа 1937, Москва — 30 декабря 2019, Москва) — член Союза писателей Москвы, редактор, журналист, фотограф.

## Биография
Родился в семье учителей. В 1961 году окончил историко-филологический факультет МГПИ им. В. И. Ленина, в 1961—1973 годы работал учителем истории в средней школе.
Позднее работал редактором на Центральном телевидении, старшим редактором в журналах «Наш современник», «Октябрь» и в издательстве «Советский писатель».
В 2008 году подписал обращение к Президенту России с просьбой о помиловании Светланы Бахминой.

## Творчество
Публиковал литературные труды — очерки, рассказы, воспоминания. Среди них 5 книг: «Муза чтения» (рассказы о А. С. Пушкине-читателе, библиофиле). Несколько глав из этой книги были сначала опубликованы в «Альманахе библиофила» с предисловием Н. Я. Эйдельмана (№ 12 за 1982 год). Впервые отдельной книгой рассказы о Пушкине были напечатаны в 1985 году (издательство «Молодая гвардия», тираж 75 тыс. экз.). Второе издание этой книги вышло в 1991 году в издательстве «Советская Россия» (тираж — 30 тыс. экз.). В 1993 году была опубликована книга об И. С. Тургеневе — «Утро туманное» (о последнем приезде писателя в Россию в 1881 году, тираж — 2 тыс. экз.).
В 2000 году вышли в свет воспоминания В. Матусевича «Записки советского редактора» (изд-во «Новое литературное обозрение», тираж — 2 тыс. экз.). Эта книга была номинирована на Литературную премию «Антибукер−2000» (короткий список в номинации «Четвертая проза» — мемуары, эссеистика). А в 2008 году была издана книга «Библиофильские метаморфозы» (из воспоминаний московского литератора), издательство «Круг». Также в 1990 году в издательстве «Советский писатель» вышел сборник «С любовью и тревогой» (очерки и рассказы в защиту московской старины), составителем которого был В. Матусевич (вместе с В. П. Енишерловым).
Наиболее значительные очерки и воспоминания В. Матусевича были опубликованы в различных изданиях: «Власть книги огромна» (журнал «Наш современник», № 7 за 1980 г.), «Фестиваль сантехники» (о путешествии автора из Москвы в Санкт-Петербург в дни пушкинского юбилея, изд. НЛО, журнал «Неприкосновенный запас», 1999 г.), «Ангел у изголовья» (воспоминания о сыне поэтессы Аделаиды Герцык Н. Д. Жуковском в книге «Таинство игры», изд. «Эллис Лак», 2007 г., а также воспоминания об Анастасии Ивановне Цветаевой «Письмо от собаки» в книге «Последний луч Серебряного века» (изд-во музея М. Цветаевой, 2010 г.)
В октябре 2010 года в подмосковном городе Черноголовка состоялась фотовыставка Владислава Матусевича «Шестидесятые в кадре».
Умер 30 декабря 2019 года в Москве.

### Избранные публикации
- Матусевич В. А. Библиофильские метаморфозы: Из воспоминаний московского книголюба // Наше Наследие. — 2004. — № 69.
  - Библиофильские метаморфозы : из воспоминаний московского литератора. — М.: Кругъ, 2008. — 235 с. — 400 экз. — ISBN 978-5-7396-0135-3
- Матусевич В. А. Записки советского редактора (Издательство «Советский писатель» 1986—1992) // Новое литературное обозрение. — 1999. — № 37.
  - Записки советского редактора. — М.: Новое лит. обозрение, 2000. — 254 с. — ISBN 5-86793-118-8
- Матусевич В. А. Муза чтения : Рассказы об А. С. Пушкине — читателе, библиофиле. — М.: Сов. Россия, 1991. — 192 с. — 30 000 экз. — ISBN 5-268-01362-9
- Матусевич В. А. Страшней, чем в жизни? :  [рус.] // Советская культура : газета. — 1968. — № 2 (2272) (4 января). — С. 4.
- Матусевич В. А. Фестиваль сантехники (или беллетризованные впечатления москвича о Санкт-Петербурге в дни пушкинского юбилея) // Неприкосновенный запас. — 1999. — № 5 (7).

## Награды
- медаль Международного сообщества книголюбов «Распахни сердце навстречу книге» (1984).